# Heteroxenotrichula texana
Heteroxenotrichula texana is een buikharige uit de familie Xenotrichulidae. Het dier komt uit het geslacht Heteroxenotrichula. Heteroxenotrichula texana werd in 1994 voor het eerst wetenschappelijk beschreven door Todaro. 